# 소방관
소방관(消防官, 영어: firefighter, fireman/firewoman)은 화재를 예방·경계하거나 진압하고 화재, 재난·재해 그 밖의 위급한 상황에서의 구조·구급활동 등을 통하여 국민의 생명·신체 및 재산을 보호함으로써 공공의 안전 질서 유지와 복리증진에 이바지함을 목적으로 하는 공무원이다. 현대에 와서는 국가의 재난관리를 맡는 FEMA(미국)의 청장은 소방관 출신이며, 일본의 경우도 국가 재난관리는 총리 직할 소방청에서 맡아오고 있어 총체적 재난관리의 역할 역시 소방관이 맡고 있다. 독일의 경우 재난은 물론 환경분야도 소방관이 관리한다. 현대 산업에 삶은 복잡해지고, 위험이 증가함으로써 소방 기술의 발전이 자극되었다. 이에 따라 소방관은 늘어나고, 또한 구출자들의 수도 늘어나게 되었다.

## 역사
역사적 기록으로는 최초의 소방대는 고대 이집트에서 나타난 것으로 알려진다. 당시 많은 사람들이 불을 끄는 일에 적극적이었지만, 그 당시에는 직업이었는지 아닌지에 대해서 여부는 정확히 알 수 없다. 고대 로마에서 소방관의 일을 하는 노예가 있었다는 기록이 있다. 현대에는 재난대응 및 응급의료, 구조 등을 하는 소방관만 남았으며, 이에 따라, 과거와 달리 공무원으로서 급여를 받으며, 누구나 전화로 긴급 상황을 알릴 수 있고, 또한 그 전화를 받을 봉사자들이 있다. 해방 이후의 소방관들은 단순히 화재 진압 위주의 임무를 수행했으나 현재에 이르러서는 화재, 지진, 태풍 등의 재난대응과 재난현장 관리, 응급의료, 긴급구조 등 안전업무 등을 수행하고 있다.

## 의복
소방관은 일반적으로 소방모나 방화복, 소방두건, 소방화와 소방장갑을 착용하고 화재 진압, 구조, 구급 등의 현장 업무와 소방 재난 행정 업무, 국가 재난 관리 업무 등을 수행하게 된다.

## 직업에 관한 건강과 안전

### 심장 질환
소방관 일을 오래 하면 각종 화학물질에 노출 될 수 있는 환경일 수도 있다. 예를 들자면, 일산화탄소, 시안화수소, 종이, 면화, 플라스틱의 연소 과정에서 형성된 물질이 신체에 산소 공급을 방해할 수 있다. 그리고 연기, 분진 물질 또한 심장 질환에 악영향을 미치는 요소가 될 수 있다. 또, 스트레스, 더위, 무거운 것을 들어야 하는 상황도 심장 질환에 영향을 미친다.

### 건물 붕괴에 의한 압사
불타는 건물은 소방관의 소방 중에, 사망의 원인이 될 수 있는 요소이다. 벽, 바닥, 천장, 지붕 그리고 트러스 시스템 등의 갑작스런 붕괴는 예기치 못하는 재해로 이어질 수 있다.

### 기타
1986년 구 소련의 체르노빌 발전소에 발생한 화재의 진압을 하던 소방관들 중 최초 투입된 14명의 소방관들은 현장에서 방사능 피폭으로 인하여 즉사하기도 했다. 그 당시 화재 진압을 총지휘했던 소방관 레오니트 텔랴트니코프 역시 그 사고로 인한 방사능 피폭 후유증으로 각종 암에 시달리다가 2004년 별세했다.

## 계급

### 대한민국
- 소방총감
- 소방정감
- 소방감
- 소방준감
- 소방정
- 소방령
- 소방경
- 소방위
- 소방장
- 소방교
- 소방사
- 소방사시보

### 일본
- 소방총감
- 소방사감
- 소방정감
- 소방감
- 소방사령장
- 소방사령
- 소방사령보
- 소방사장
- 소방부사장
- 소방사

### 미국
- 소방국장(chief)
- 소방부국장(deputy chief)
- 소방방면대장(division chief)
- 소방대장(battalion chief)
- 소방경(captain)
- 소방위(lieutenant)
- 소방장(engineer/technician/sergeant)
- 소방관(firefighter)

## 같이 보기
- 레오니드 텔야트니코프
- 경찰관
- 여성 소방관